# Bulbophyllum jamaicense
Bulbophyllum jamaicense är en orkidéart som beskrevs av Célestin Alfred Cogniaux. Bulbophyllum jamaicense ingår i släktet Bulbophyllum och familjen orkidéer. Inga underarter finns listade i Catalogue of Life.